# Paspalum durifolium
Paspalum durifolium är en gräsart som beskrevs av Carl Christian Mez. Paspalum durifolium ingår i släktet tvillinghirser, och familjen gräs. Inga underarter finns listade i Catalogue of Life.